# Einführung in die mathematische Philosophie
Einführung in die mathematische Philosophie (Kurztitel: Mathematische Philosophie, Originaltitel Introduction to Mathematical Philosophy. George Allen & Unwin, London 1919) ist ein Buch von Bertrand Russell. Er versuchte hierin, einem breiteren Publikum die Gedanken zur Begründung der Mathematik nahezubringen, die er schon 1906 in seinem zusammen mit Whitehead verfassten mathematischen Hauptwerk Principia mathematica entwickelt hatte. Russell stellte hier die mathematischen Probleme einführend und keinesfalls erschöpfend dar. Bei Bedarf verweist er auf die Principia mathematica. Gleichwohl handelt es sich um ein Mathematik- und kein Philosophiebuch. Es wurde jedoch deutlich stärker rezipiert als die Principia mathematica.
Das Buch ist ein Klassiker in Grundlagenfragen der Mathematik, es wurde in viele Sprachen übersetzt und erlebte zahlreiche Auflagen.
Russell schrieb das Buch im Gefängnis, wo er wegen seiner politischen Aktivitäten zur Zeit des Ersten Weltkriegs eine sechsmonatige Haftstrafe zu verbüßen hatte.

## Ausgaben
- Johannes Lenhard & Michael Otte (Hrsg.): Einführung in die mathematische Philosophie. Meiner, Hamburg 2006, ISBN 978-3-7873-1828-5 (Reihe Philosophische Bibliothek)